# Pycnacantha
Pycnacantha Blackwall, 1865 è un genere di ragni appartenente alla famiglia Araneidae.

## Etimologia
Il nome deriva dal greco πυκνὸς, pyknòs, cioè fitto, folto, denso, coperto e anche dal greco ἃκανθα, àcantha, cioè spina, aculeo, pungiglione, in quanto ha l'opistosoma ricoperto di aculei.

## Distribuzione
Le quattro specie oggi note di questo genere sono state reperite in Africa: la specie dall'areale più vasto è la P. tribulus, rinvenuta in varie località dell'Africa centrale e meridionale; le altre tre sono endemismi.

## Tassonomia
Dal 1932 non sono stati esaminati esemplari di questo genere.
A marzo 2014, si compone di quattro specie:
- Pycnacantha dinteri Meise, 1932 - Namibia
- Pycnacantha echinotes Meise, 1932 - Camerun
- Pycnacantha fuscosa Simon, 1903 - Madagascar
- Pycnacantha tribulus (Fabricius, 1781)[2] - Africa centrale e meridionale